# K Beerschot VA
Koninklijke Beerschot Voetbalclub Antwerpen (phát âm tiếng Hà Lan: [ˈkoːnəŋkləkə ˈbeːrsxɔt ˈvudbɑlklʏp ˈɑntʋɛrpə(n)]), hay đơn giản là Beerschot, là một câu lạc bộ bóng đá chuyên nghiệp Bỉ có trụ sở tại Antwerp, thi đấu ở giải Pro League sau khi thăng hạng từ Challenger Pro League 2023–24.
Năm 2013, KFCO Wilrijk quyết định tích hợp bản sắc của Beerschot AC khi họ xuống hạng ở mùa giải 2012–13, không chỉ nhờ vị trí ở giải đấu mà còn do bị mất giấy phép chuyên nghiệp vì vấn đề tài chính, chính thức bị tuyên bố phá sản vào ngày 21 tháng 5 năm 2013 và gấp lại ngay sau đó. Màu áo của câu lạc bộ là tím và trắng. Sân nhà của câu lạc bộ là sân vận động Olympic thường được gọi là 't Kiel.

## Cầu thủ

### Đội hình hiện tại
Tính đến ngày 12/2/2024
Ghi chú: Quốc kỳ chỉ đội tuyển quốc gia được xác định rõ trong điều lệ tư cách FIFA. Các cầu thủ có thể giữ hơn một quốc tịch ngoài FIFA.
| Số | VT | Quốc gia  | Cầu thủ           |
| -- | -- | --------- | ----------------- |
| 1  | TM | Bỉ        | Bill Lathouwers   |
| 2  | HV | Hà Lan    | Mike van Beijnen  |
| 3  | HV | Bỉ        | Hervé Matthys     |
| 5  | HV | Bỉ        | Robbe Quirynen    |
| 7  | TĐ | Bỉ        | Tom Reyners       |
| 8  | TV | Nigeria   | Ibrahim Alhassan  |
| 9  | TĐ | Liberia   | Ayouba Kosiah     |
| 10 | TĐ | Bỉ        | Thibaud Verlinden |
| 11 | TĐ | Thụy Điển | Robin Simović     |
| 15 | TĐ | Hà Lan    | Jerrel Hak        |
| 18 | TV | Bỉ        | Ryan Sanusi       |
| 21 | HV | Guinée    | Cheick Thiam      |
| 22 | TV | Bỉ        | Andi Koshi        |
| 24 | HV | Bỉ        | Mardochee Nzita   |
| 26 | HV | Bỉ        | Derrick Tshimanga |

| Số | VT | Quốc gia | Cầu thủ                                  |
| -- | -- | -------- | ---------------------------------------- |
| 27 | TĐ | Pháp     | Charly Keita                             |
| 28 | HV | Burundi  | Marco Weymans                            |
| 29 | TĐ | Bỉ       | Benjamin Pauwels                         |
| 30 | TV | Hà Lan   | Dean Huiberts (mượn từ PEC Zwolle)       |
| 32 | TĐ | Anh      | D'Margio Wright-Phillips (mượn từ Stoke) |
| 34 | TĐ | Bỉ       | Sekou Diawara (mượn từ Udinese)          |
| 47 | TV | Bỉ       | Welat Cagro                              |
| 51 | HV | Bỉ       | Keano De Stobbeleir                      |
| 52 | TV | Bỉ       | Axl Van Himbeeck                         |
| 55 | HV | Pháp     | Félix Nzouango                           |
| 66 | HV | Hy Lạp   | Apostolos Konstantopoulos                |
| 70 | TV | Bỉ       | Aaron Osei Bonsu                         |
| 71 | TM | Croatia  | Davor Matijaš                            |
| 75 | HV | Cameroon | Simion Michez                            |